# Università federale di Goiás
L'Università Federale di Goiás (ufficialmente Universidade Federal de Goiás, acronimo UFG) si trova a Goiânia, capitale dello stato di Goiás, in Brasile. Coi suoi circa 25 000 studenti iscritti, è una delle più grandi università dell'America Latina.